# Nero AG
Nero AG (anciennement Ahead Software AG) est une entreprise allemande qui produit des logiciels, et en particulier le logiciel de gravure Nero Burning ROM.
Le siège de l'entreprise se situe à Karlsbad à la frontière franco-allemande dans le pays de Bade et a été fondé en 1995 par Richard Lesser. 
Nero AG exploite également des filiales aux États-Unis, à Glendale en Californie depuis 2001 et au Japon à Yokohama depuis 2004. Le siège à Hangzhou est responsable de la Chine.

## Logos

logo de l'entreprise du 24 octobre 2008 jusqu'au septembre 2010
logo de l'entreprise depuis septembre 2010